# Сотириадис, Георгиос
Георгиос Сотириадис (греч. Γεώργιος Σωτηριάδης; 25 апреля 1852, Демир-Хисар, Османская империя — 30 января 1942, Афины, Греция) — греческий филолог и археолог, переводчик, педагог.

## Биография
Сотириадис родился в 1852 году в городе Сидирокастрон в современной периферийной единице Сере в периферии Центральная Македония. В Османской империи город именовался Демир-Хисар (тур. Demirhisar). Выехав в Греческое королевство, Сотириадис учился на философском факультете университета Афин. Сотириадис продолжил учёбу в Мюнхене, где получил степень доктора.
Сотириадис преподавал затем в греческих школах в Одессе, в Янине, в Филиппуполе (нынешний Пловдив) и в Афинах.
В 1896 году Сотириадис был назначен эфором (куратором) Афинского археологического общества. В 1912 году он стал преподавателем истории в университете Афин. В 1918 году издательство «Станфорд» опубликовало карту Сотириадиса «Эллинизм и Ближний Восток», (1918).

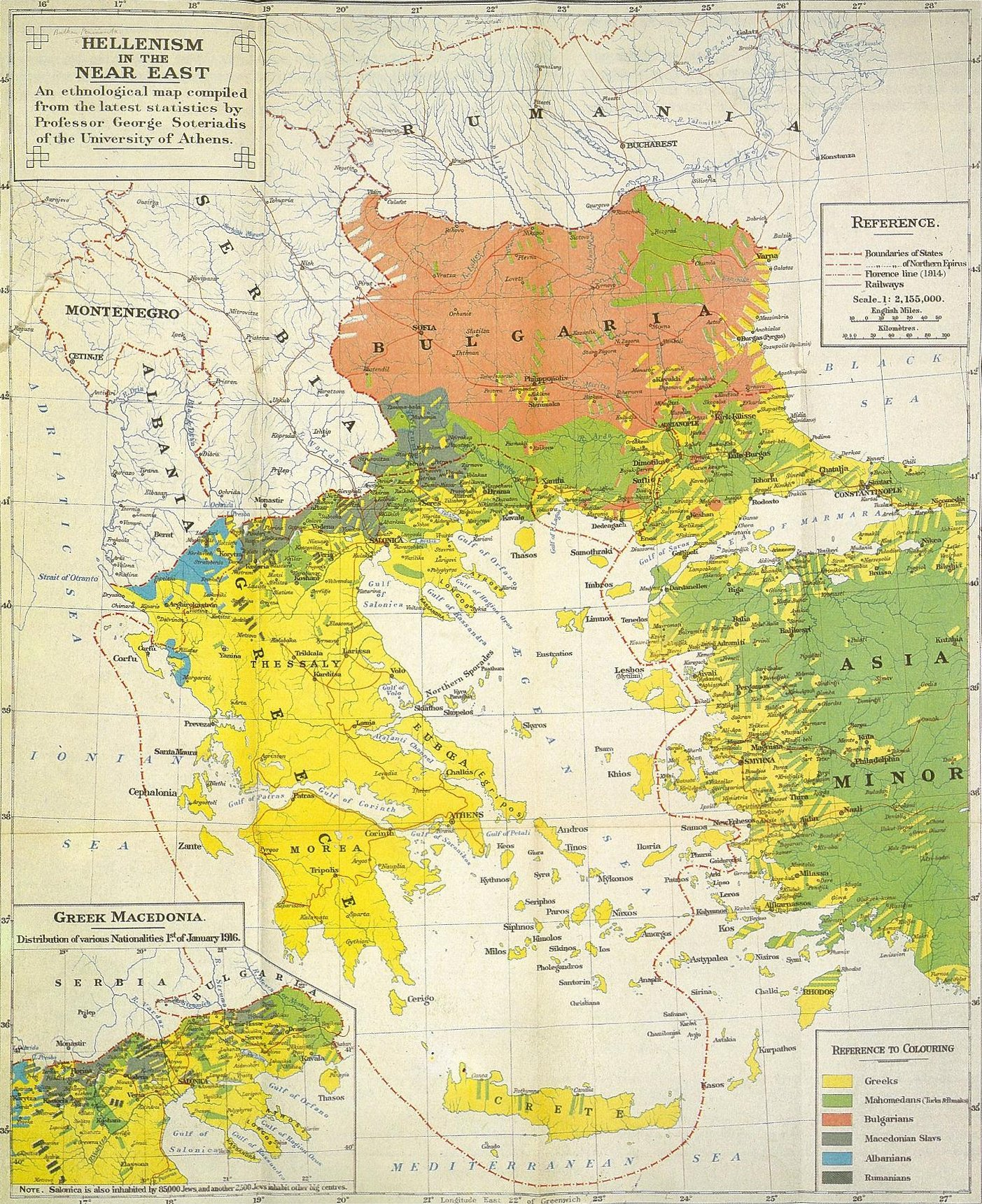
Этнографическая карта Георгия Сотириадиса 1918 года

Карта Сотириадиса представляла официальную греческую точку зрения по окончанию Первой мировой войны и её издание подкрепляло греческие территориальные претензии, кроме прочего, на Северный Эпир и на Фракию.
В период 1918—1920 годов Сотириадис был заместителем президента Афинского археологического общества.
В 1926 году Сотириадис был назначен преподавателем в Аристотелев университет Салоник, где стал также первым ректором этого университета. После официальной организации Афинской академии наук, в 1926 году, Сотириадис стал её постоянным членом.
В это же время с 1926 по 1940 год он проводил археологические исследования в Марафонской области, на северо-востоке Аттики и издавал результаты раскопок в греческом журнале «Πρακτικά της Αθηναίος Αρρχαιολογικης Εταιρείας» (Praktika). Издание за 1935 год, содержат лучшие взгляды Сотириадиса по материалам этих раскопок.
Сотириадис опубликовал множество исторических и археологических работ. Одновременно он произвёл археологические раскопки в Фермон (Этолия), в Беотии, Фокиде, Локриде и Марафоне.
В числе его работ значатся: «О топографии древних Фив» (греч: «Περί της τοπογραφίας των αρχαίων Θηβών» -издана Баварской академией наук, 1904), "Менандр и древняя комедия" (греч. «Ο Μένανδρος και η αρχαία κωμωδία»), «Эллипсоидальные строения Фермона, его Акрополь и музей (греч.»Τα ελλειψοειδή κτίσματα του Θέρμου και η Ακρόπολις και του μουσείον αυτής") и др.. Сотириадис переложил на современный язык трилогию «Орестея» Эсхила а также перевёл с немецкого «Историю Византийской литературы» Крумбахер, Карла. 
Сотириадис умер в Афинах в 1941 году.